# Caitlin Cherry
Caitlin Cherry (nascida em 1987) é uma pintora, escultora e educadora afro-americana.

## Infância e educação
Caitlin Cherry nasceu em 1987 em Chicago, Illinois. Cherry recebeu seu diploma de MFA da Universidade Columbia em 2012; e seu diploma de bacharel pelo Art Institute of Chicago em 2010. Ela também participou da Escola de Artes de Verão da Universidade Yale em Norfolk, Connecticut em 2009.

## Arte e carreira
Desde 2020, ela atua como professora assistente de arte na Virginia Commonwealth University.
Seu trabalho explora diferentes tópicos, incluindo a representação e visibilidade de mulheres negras em sua relação com estruturas de poder e segurança institucionais. Ela usa técnicas mistas para fazer seu trabalho, combinando escultura, instalação e pintura.

## Exposições
Cherry apresentou-se em várias exposições coletivas e individuais. Sua exposição de 2019, Thread Ripper na galeria Luis De Jesus em Los Angeles recebeu críticas positivas na Art in America e na Artillery Magazine. Outras exposições notáveis incluem Monster Energy na Universidade de Massachusetts Amherst em 2017, e Hero Safe no Museu do Brooklyn em 2013, que consistiu em três pinturas-instalações para o projeto Raw/Cooked. Raw/Cooked foi uma série de projetos de artistas do Brooklyn que foram convidados pelo Museu para mostrar suas primeiras grandes exposições. Ela foi a nona artista solo da série. Cherry se inspirou para construir armas de madeira em grande escala, baseadas em desenhos de Leonardo da Vinci, que servem de suporte para suas pinturas, como Dual Capable Catapult Artcraft "Your Last Supper, Sucker", 2013.
Seu trabalho também foi objeto de exposições individuais na Providence College Galleries em Providence, Rhode Island (2018); Anderson Gallery na Virginia Commonwealth University, Richmond, Virgínia (2018); Museu Universitário de Arte Contemporânea da Universidade de Massachusetts, Amherst, Massachusetts (2017); e no Museu do Brooklyn como parte da série Raw/Cooked com curadoria de Eugenie Tsai (2013). As exposições coletivas incluem A Wild Ass Beyond: ApocalypseRN (2018) no Performance Space, Nova York; Punch (2018) com curadoria de Nina Chanel Abney em Jeffrey Deitch, Nova York; Touchstone (2018) no American Medium, Nova York; The Sun is Gone but We Have the Light (2018) na Unclebrother/Gavin Brown's Enterprise, Hancock, Nova York; Soul Recordings na Luis De Jesus, Los Angeles; Object[ed]: Shaping Sculpture in Contemporary Art (2016) no Museu de Arte Contemporânea de Utah, Salt Lake City, Utah; Dismaland Bemusement Park de Banksy (2015) em Weston-super-Mare, Reino Unido; This is What Sculpture Looks Like (2014) na Postmasters Gallery, Nova York; e Fore (2012) no Studio Museum no Harlem, Nova York.
Ela foi incluída na exposição itinerante de 2019 Young, Gifted, and Black: The Lumpkin-Boccuzzi Family Collection of Contemporary Art.
Em julho e agosto de 2020, a galeria Luis De Jesus de Los Angeles apresentou Corps Sonore, uma exposição online/virtual das pinturas e colagens digitais de Cherry.

## Prêmios e bolsas
- Residência da Fundação Robert Rauschenberg (2016).[14]
- Bolsa Leonore Annenberg (2015).[15]
- Filiação na Lotos Foundation (2012).[16]
- Bolsa Ellen Battel Stoeckel, Universidade Yale (2009).